# Gradi e qualifiche dell'Arma dei Carabinieri

## Tabella riassuntiva dei gradi e delle qualifiche[1]
| Grado                                                       | Distintivo per controspallina    | Fregio per berretto rigido e distintivi di funzione | Soggolo | Codice NATO |  |
| ----------------------------------------------------------- | -------------------------------- | --------------------------------------------------- | ------- | ----------- |  |
| Ufficiali generali                                          |                                  |                                                     |         |             |  |
| Generale di Corpo d'Armata Comandante Generale              |                                  |                                                     |         | OF-8        |  |
| Generale di Corpo d'Armata Vice Comandante Generale         |                                  |                                                     |         | OF-8        |  |
| Generale di Corpo d'Armata Ex Vice Comandante Generale      |                                  |                                                     |         | OF-8        |  |
| Generale di Corpo d'Armata                                  |                                  |                                                     |         | OF-8        |  |
| Generale di Divisione con Incarichi al Grado Superiore (Q)  |                                  |                                                     |         | OF-7        |  |
| Generale di Divisione                                       |                                  |                                                     |         | OF-7        |  |
| Generale di Divisione a titolo Onorifico (Q)                |                                  |                                                     |         | OF-7        |  |
| Generale di Brigata con Incarichi al grado Superiore (Q)    |                                  |                                                     |         | OF-6        |  |
| Generale di Brigata                                         |                                  |                                                     |         | OF-6        |  |
| Ufficiali superiori                                         |                                  |                                                     |         |             |  |
| Colonnello con Incarichi al grado superiore (Q)             |                                  |                                                     |         | OF-5        |  |
| Colonnello con incarichi di comando (Q)                     |                                  |                                                     |         | OF-5        |  |
| Colonnello                                                  |                                  |                                                     |         | OF-5        |  |
| Colonnello a titolo onorifico (Q)                           |                                  |                                                     |         | OF-5        |  |
| Tenente Colonnello con Incarichi al grado superiore (Q)     |                                  |                                                     |         | OF-4        |  |
| Tenente Colonnello con Incarichi di comando (Q)             |                                  |                                                     |         | OF-4        |  |
| Tenente Colonnello                                          |                                  |                                                     |         | OF-4        |  |
| Maggiore con Incarichi al grado superiore (Q)               |                                  |                                                     |         | OF-3        |  |
| Maggiore con Incarichi di comando (Q)                       |                                  |                                                     |         | OF-3        |  |
| Maggiore                                                    |                                  |                                                     |         | OF-3        |  |
| Ufficiali inferiori                                         |                                  |                                                     |         |             |  |
| Primo Capitano                                              |                                  |                                                     |         | OF-2        |  |
| Capitano                                                    |                                  |                                                     |         | OF-2        |  |
| Ufficiali Subalterni                                        |                                  |                                                     |         |             |  |
| Tenente comandante titolare di compagnia o di squadrone (Q) |                                  |                                                     |         | OF-1        |  |
| Tenente                                                     |                                  |                                                     |         | OF-1        |  |
| Sottotenente                                                |                                  |                                                     |         | OF-1        |  |
| Ispettori - Marescialli                                     |                                  |                                                     |         |             |  |
| Luogotenente Carica Speciale                                | Luogotenente carica speciale.png |                                                     |         | OR-9        |  |
| Luogotenente                                                |                                  |                                                     |         | OR-9        |  |
| Maresciallo maggiore                                        |                                  |                                                     |         | OR-9        |  |
| Maresciallo Capo                                            |                                  |                                                     |         | OR-9        |  |
| Maresciallo ordinario                                       |                                  |                                                     |         | OR-8        |  |
| Maresciallo                                                 |                                  |                                                     |         | OR-8        |  |
| Sovrintendenti - Brigadieri                                 |                                  |                                                     |         |             |  |
| Brigadiere capo qualifica speciale                          |                                  |                                                     |         | OR-7        |  |
| Brigadiere Capo                                             |                                  |                                                     |         | OR-7        |  |
| Brigadiere                                                  |                                  |                                                     |         | OR-6        |  |
| Vicebrigadiere                                              |                                  |                                                     |         | OR-5        |  |
| Appuntati e carabinieri                                     |                                  |                                                     |         |             |  |
| Appuntato Scelto "Qualifica Speciale"                       |                                  |                                                     |         | OR-4        |  |
| Appuntato Scelto                                            |                                  |                                                     |         | OR-4        |  |
| Appuntato                                                   |                                  |                                                     |         | OR-4        |  |
| Carabiniere Scelto                                          |                                  |                                                     |         | OR-4        |  |
| Carabiniere                                                 |                                  |                                                     |         | OR-4        |  |
| Allievi                                                     |                                  |                                                     |         | OR-4        |  |
| Allievo Ufficiale                                           |                                  |                                                     |         |             |  |
| Allievo Ufficiale in Ferma Prefissata (Q)                   |                                  |                                                     |         |             |  |
| Allievo Maresciallo (Q)                                     |                                  |                                                     |         |             |  |
| Allievo Sovrintendente (Q)                                  |                                  |                                                     |         |             |  |
| Allievo Carabiniere                                         |                                  |                                                     |         |             |  |

## Gradi ad Honorem
Esistono i seguenti gradi onorifici:
- Maresciallo Aiutante d'Onore:

Alamari con stelletta dorata, da applicare sul sopracolletto di panno, così come già previsto per i soci dell'Associazione Nazionale Carabinieri.
Grado per paramano da Maresciallo d'Alloggio Maggiore del 1911, costituito da 3 stellette argentate e doppi alamari, con l'aggiunta di 1 galloncino argentato posto sotto la profilatura rossa.
È iscritto in 1 stemma metallico od in tessuto ricamato (dimensioni 4 x 3 cm), da applicare al taschino della giacca con idoneo fissaggio.
- (??.??.19??) ???

- Brigadiere d'Onore:

Alamari con stelletta dorata, da applicare sul sopracolletto di panno, così come già previsto per i soci dell'Associazione Nazionale Carabinieri.
Grado costituito da 2 galloni argentati divisi da 1 striatura nera, bordati di rosso e disposti "a banda", sormontati da 1 corona turrita.
È iscritto in 1 stemma metallico od in tessuto ricamato (dimensioni 4 x 3 cm), da applicare al taschino della giacca con idoneo fissaggio.
- (24.06.2009) Ex Presidente della Repubblica Italiana, Francesco Cossiga (Francesco Maurizio Cossiga)

- Vice Brigadiere d'Onore:

Alamari con stelletta dorata, da applicare sul sopracolletto di panno, così come già previsto per i soci dell'Associazione Nazionale Carabinieri.
Grado costituito da 1 gallone argentato bordato di rosso e disposto "a banda", sormontato da 1 corona turrita.
È iscritto in 1 stemma metallico od in tessuto ricamato (dimensioni 4 x 3 cm), da applicare al taschino della giacca con idoneo fissaggio.
- (04.11.2006) Ex Presidente della Repubblica Italiana, Francesco Cossiga (Francesco Maurizio Cossiga)

- Appuntato Scelto d'Onore:

Alamari con stelletta dorata, da applicare sul sopracolletto di panno, così come già previsto per i soci dell'Associazione Nazionale Carabinieri.
Grado costituito da 3 galloni rossi intervallati da 2 galloncini argentati, disposti a "V" con il vertice in basso e sormontati da 1 corona turrita.
È iscritto in 1 stemma metallico od in tessuto ricamato (dimensioni 4 x 3 cm), da applicare al taschino della giacca con idoneo fissaggio.
- (??.??.19??-01.06.2002) Francesco Cossiga (Francesco Maurizio Cossiga)

- Appuntato d'Onore:

Alamari con stelletta dorata, da applicare sul sopracolletto di panno, così come già previsto per i soci dell'Associazione Nazionale Carabinieri.
Grado costituito da 2 galloni rossi intervallati da 1 galloncino argentato, disposti a "V" con il vertice in basso e sormontati da 1 corona turrita.
È iscritto in 1 stemma metallico od in tessuto ricamato (dimensioni 4 x 3 cm), da applicare al taschino della giacca con idoneo fissaggio.
- (??.??.1933) Edoardo Rubino

- Appuntato Onorario del Reggimento Carabinieri Guardie della Repubblica:

Alamari con stelletta dorata, da applicare sul sopracolletto di panno, così come già previsto per i soci dell'Associazione Nazionale Carabinieri.
Grado costituito da 2 galloni rossi intervallati da 1 galloncino argentato, disposti a "V" con il vertice in basso e sormontati da 1 corona turrita.
È iscritto in 1 stemma metallico od in tessuto ricamato (dimensioni 4 x 3 cm), da applicare al taschino della giacca con idoneo fissaggio.
- (08.04.1991) Sua Maestà il Re di Svezia, Carl XVI Gustaf (Carl Gustaf Folke Hubertus) Bernadotte)
- (26.06.1991) Presidente Federale della Repubblica Federale di Germania, Richard von Weizsäcker (Richard Karl Freiherr von Weizsäcker)
- (14.09.1991) Sua Altezza Reale il Duca di Cornovaglia, Charles (Charles Philip Arthur George) Windsor)
- (22.04.1992) Presidente della Repubblica Italiana, Francesco Cossiga (Francesco Maurizio Cossiga)

## Dotazione organica dei ruoli
La forza effettiva del personale, al 2024, è fissata sulle 117.943 unità, così ripartite:
| Ruolo                   | Unità effettive |
| ----------------------- | --------------- |
| Ufficiali               | 4.682           |
| Ispettori               | 26.870          |
| Sovrintendenti          | 15.374          |
| Appuntati e carabinieri | 58.792          |

Sono inoltre espressamente stabilite dall'art. 823 del D. Lgs. 66/2010 le dotazioni organiche complessive per i gradi di generale e colonnello in:
| Gradi generali e colonnelli | Unità |
| --------------------------- | ----- |
| Generali di corpo d'Armata  | 11    |
| Generali di Divisione       | 22    |
| Generali di Brigata         | 70    |
| Colonnello                  | 460   |

La forza extraorganica dell'Arma dei Carabinieri è costituita da carabinieri che prestano servizio presso:
- la Presidenza del Consiglio dei ministri,
- il Comando carabinieri per la tutela del lavoro,
- il Comando carabinieri per la tutela del patrimonio culturale,
- il Comando carabinieri per la tutela dell'ambiente,
- il Comando carabinieri per la tutela della salute,
- il Comando carabinieri Banca d'Italia.

La consistenza degli organici nei vari ruoli è stabilita dagli articoli 825-830 del D. Lgs. 66/2010. In totale, escludendo i carabinieri in servizio presso la Presidenza del Consiglio dei ministri, si hanno 2.896 militari in forza extra-organica.. L'Arma tra le sue file conta anche del personale civile in misura di 311 unità.

## Reclutamento e avanzamento di ruolo
Il reclutamento del personale avviene tramite concorso pubblico aperto sia al personale già appartenente al corpo che civile; in quest'ultimo caso però solo in determinate ipotesi, soprattutto dopo la sospensione del servizio militare di leva in Italia. Per le selezioni circa l'avanzamento di ruolo (riservate al personale interno) la nomina al grado è subordinata ad un corso di formazione, durante il quale il militare ha la qualifica di "allievo". A rigor di legge, non vi sono discriminazioni né limitazioni fra uomini e donne.
- Per i carabinieri (ruolo carabinieri e appuntati) il concorso è pubblico, in quanto si tratta della carriera di base. Il concorso era riservato solo ai cittadini che hanno svolto servizio militare volontario in una forza armata in qualità di VFP1 (il 70% dei posti transita direttamente nei carabinieri; il restante 30% transita in una delle tre forze armate in qualità di VFP4 e, al termine dei quattro anni di servizio, passerà nell'Arma dei carabinieri). Dal 1º gennaio 2016 i concorsi per i carabinieri sono stati aperti ai civili che soddisfino i requisiti richiesti, sempre con una riserva di posti per i militari. Le due caratteristiche di candidati possiedono requisiti diversi e concorrono per lo stesso obiettivo con modalità differenti senza interferire. L'allievo svolge un corso di sei mesi presso una delle scuole allievi carabinieri[11] e al termine del corso verrà assegnato a una caserma e sarà un volontario in ferma quadriennale e se meritevole e se conserva le qualità psicofisiche sarà in servizio permanente.
- Per i vicebrigadieri (ruolo sovrintendenti) il concorso è solamente interno ed è di due tipi: uno riservato agli appuntati scelti e uno aperto a tutto il ruolo degli appuntati e carabinieri con almeno quattro anni di servizio; il primo è detto aggiornamento e formazione professionale, in cui viene svolto un corso di un mese, mentre il secondo è detto di qualificazione e dura un mese e mezzo. I due corsi sono entrambi svolti alla Scuola allievi marescialli e brigadieri carabinieri[12].
- Per i marescialli (ruolo ispettori) ci sono due concorsi: quello pubblico e quello interno. A differenza di quello per carabinieri, a quello pubblico per marescialli possono partecipare anche i cittadini che non hanno fatto il volontario in una forza armata. L'allievo che ha vinto il concorso pubblico segue un corso universitario triennale in Scienze giuridiche della sicurezza presso l'Università degli Studi di Firenze, mentre quello che ha vinto il concorso interno (il quale può appartenere a qualunque grado inferiore, dai carabinieri ai sovrintendenti) svolge un corso di almeno sei mesi presso la Scuola allievi marescialli e brigadieri carabinieri. Per i provenienti dai sovrintendenti è richiesto il diploma di maturità per i provenienti da appuntati e carabinieri è richiesta la laurea triennale ad indirizzo giuridico.[13].
- Per i sottotenenti (ruolo ufficiali) il concorso è pubblico o interno. In quello pubblico, l'allievo svolge due anni di formazione presso l'Accademia militare di Modena. Al termine l'allievo viene nominato sottotenente e continua a formarsi per altri 3 anni presso la scuola ufficiali carabinieri. Dopo i 5 anni di formazione il militare sarà laureato in giurisprudenza ed avrà il grado di tenente (che riceve al secondo anno di corso della scuola ufficiali). Al concorso possono partecipare solo i cittadini in possesso del diploma di maturità o che lo conseguono nell'anno solare in cui è pubblicato il bando di concorso e non possono partecipare i cittadini già laureati in giurisprudenza.[14][15] Mentre per il concorso interno sono ammessi solo i carabinieri appartenenti al ruolo marescialli, brigadieri e appuntati e carabinieri che abbiano 5 anni di effettivo servizio e non abbiano superato il quarantesimo anno di età, che siano in possesso della laurea di primo livello in scienze giuridiche. I vincitori del concorso sono nominati sottotenenti e frequentano un corso biennale alla scuola ufficiali di Roma al cui termine conseguono la laurea magistrale in legge e il grado di tenente. Un altro concorso è riservato ai luogotenenti in possesso della laurea magistrale che non hanno superato il cinquantesimo anno di età,   e che, superato il concorso, sono nominati sottotenenti e frequentano un anno di corso alla scuola ufficiali. La carriera degli ufficiali provenienti dai luogotenenti però non potrà raggiungere un grado superiore a Tenente Colonnello, o Colonnello qualora ci si approssimi al congedo pensionistico.

Con l'entrata in vigore della legge n. 226 del 23 agosto 2004 (detta legge Martino dal nome dell'allora ministro della Difesa), che sospendeva il servizio militare di leva in Italia, per l'arruolamento come carabiniere è stato posto come requisito necessario l'aver svolto il servizio militare in qualità di volontario in ferma prefissata di 1 anno (VFP1). La legge ha efficacia a decorrere dal 1º gennaio 2006 fino al 31 dicembre 2020.
La partecipazione al concorso ha limiti di età per i civili, mentre per i militari del corpo la partecipazione non ha limiti di età, ad eccezione del concorso per sottotenenti, al quale si può partecipare fino a 30 anni.
Le prove concorsuali sono tenute nel Centro nazionale selezione e reclutamento sito nella caserma Salvo D'Acquisto, a Roma in viale Tor di Quinto 151.

## Tabella dell'avanzamento di grado
| Da                      | A                                   | Tempo trascorso                                                                                    |
| Allievi                 | Allievi                             | Allievi                                                                                            |
| ----------------------- | ----------------------------------- | -------------------------------------------------------------------------------------------------- |
| allievo carabiniere     | carabiniere allievo                 | 6 mesi                                                                                             |
| allievo brigadiere      | brigadiere                          | 1 mese                                                                                             |
| allievo maresciallo     | maresciallo                         | 1 anno e 6 mesi (6 mesi se corso interno)                                                          |
| allievo ufficiale       | sottotenente                        | 2 anni                                                                                             |
| Appuntati e carabinieri |                                     | |
| carabiniere             | carabiniere scelto                  | 4 anni e 6 mesi                                                                                    |
| carabiniere scelto      | appuntato                           | 5 anni                                                                                             |
| appuntato               | appuntato scelto                    | 4 anni                                                                                             |
| appuntato scelto        | appuntato scelto qualifica speciale | 5 anni                                                                                             |
| Sovrintendenti          |                                     | |
| vicebrigadiere          | brigadiere                          | 4 anni                                                                                             |
| brigadiere              | brigadiere capo                     | 5 anni                                                                                             |
| brigadiere capo         | brigadiere capo qualifica speciale  | 6 anni                                                                                             |
| Ispettori               |                                     | |
| maresciallo             | maresciallo ordinario               | 3 anni                                                                                             |
| maresciallo ordinario   | maresciallo capo                    | 6 anni                                                                                             |
| maresciallo capo        | maresciallo maggiore                | 7 anni                                                                                             |
| maresciallo maggiore    | luogotenente                        | 8 anni                                                                                             |
| luogotenente            | luogotenente carica speciale        | 4 anni                                                                                             |
| Ufficiali               |                                     | |
| sottotenente            | tenente                             | 3 anni                                                                                             |
| tenente                 | capitano                            | 4 anni                                                                                             |
| capitano                | maggiore                            | 7 anni                                                                                             |
| maggiore                | tenente colonnello                  | 5 anni                                                                                             |
| tenente colonnello      | colonnello                          | 5 anni, dei quali almeno 4 con incarichi di comando territoriale (a domanda)                       |
| colonnello              | generale di brigata                 | 6 anni, dei quali almeno 2 con incarichi di comando livello provinciale o equipollente (a domanda) |
| generale di brigata     | generale di divisione               | 4 anni (a domanda)                                                                                 |
| generale di divisione   | generale di corpo d'armata          | 3 anni (a domanda)                                                                                 |

## Equiparazione
La tabella seguente riporta l'equiparazione tra i gradi delle forze armate e le qualifiche delle forze di polizia ad ordinamento militare, civile, soccorso pubblico e difesa civile come stabilito dall'art. 632 del decreto legislativo 15 marzo 2010, n. 66, ovvero "Codice dell'ordinamento militare", entrato in vigore il 9 ottobre 2010.
 Il recente decreto legislativo 29 maggio 2017, n. 94 ha modificato il predetto articolo 632 tenendo conto di alcune recenti modifiche ordinamentali intervenute dopo il 2010, con particolare riferimento all'introduzione del nuovo grado direttivo di "Vicequestore" della Polizia di Stato.

Tabella aggiornata con le qualifiche della Polizia Locale Regione Lombardia come da Regolamento Regionale 22 marzo 2019 , n. 5

Le cariche militari, inoltre, sono inquadrate anche nell'ambito dell'ordine delle cariche della Repubblica Italiana.
| Comparazione gerarchica tra i gradi delle Forze armate, le qualifiche delle Forze di polizia italiane e della Polizia Locale |                                                                                        |                                                                                  |                                                                                          |                                                |                                                |                                                                  |                                                                         |                                        |                                               |                                           |                                                                         |
| Ruoli | Esercito                                                                               | Marina Militare                                                                  | Aeronautica Militare                                                                     | Carabinieri                                    | Guardia di Finanza                             | Polizia di Stato                                                 | Polizia penitenziaria                                                   | Corpo forestale dello Stato (dismesso) | Corpo nazionale dei vigili del fuoco          | Polizie Locali Regione Lombardia          | Ruoli                                                                   |
| ufficiali generali | generale - ammiraglio (capo di stato maggiore della difesa)                            | generale - ammiraglio (capo di stato maggiore della difesa)                      | generale - ammiraglio (capo di stato maggiore della difesa)                              | -                                              | -                                              | capo della polizia - direttore generale della pubblica sicurezza | capo del dipartimento dell'amministrazione penitenziaria capo del corpo | -                                      | -                                             | -                                         | dirigenti - funzionari dirigenti                                        |
| ufficiali generali | generale di corpo d'armata con incarichi speciali capo di stato maggiore dell'esercito | ammiraglio di squadra con incarichi speciali capo di stato maggiore della marina | generale di squadra aerea con incarichi speciali capo di stato maggiore dell'aeronautica | generale di corpo d'armata comandante generale | generale di corpo d'armata comandante generale | capo della polizia - direttore generale della pubblica sicurezza | capo del dipartimento dell'amministrazione penitenziaria capo del corpo | -                                      | -                                             | -                                         | dirigenti - funzionari dirigenti                                        |
| ufficiali generali | generale di corpo d'armata / tenente generale                                          | ammiraglio di squadra / ammiraglio ispettore capo                                | generale di squadra aerea / generale ispettore capo                                      | generale di corpo d'armata                     | generale di corpo d'armata                     | Prefetto                                                         | Direttore dell'Istituto                                                 | dirigente generale capo del corpo      | dirigente generale capo del corpo             | --                                        | dirigenti - funzionari dirigenti                                        |
| ufficiali generali | generale di divisione / maggior generale                                               | ammiraglio di divisione / ammiraglio ispettore                                   | generale di divisione aerea / generale ispettore                                         | generale di divisione                          | generale di divisione                          | dirigente generale di pubblica sicurezza                         | dirigente generale                                                      | dirigente generale                     | dirigente generale                            | --                                        | dirigenti - funzionari dirigenti                                        |
| ufficiali generali | generale di brigata / brigadier generale                                               | contrammiraglio                                                                  | generale di brigata aerea / brigadier generale                                           | generale di brigata                            | generale di brigata                            | dirigente superiore                                              | dirigente superiore                                                     | dirigente superiore                    | dirigente superiore                           | dirigente generale                        | dirigenti - funzionari dirigenti                                        |
| ufficiali superiori | colonnello                                                                             | capitano di vascello                                                             | colonnello                                                                               | colonnello                                     | colonnello                                     | primo dirigente                                                  | primo dirigente                                                         | primo dirigente                        | primo dirigente                               | dirigente                                 | dirigenti - funzionari dirigenti                                        |
| ufficiali superiori | tenente colonnello                                                                     | capitano di fregata                                                              | tenente colonnello                                                                       | tenente colonnello                             | tenente colonnello                             | vice questore                                                    | dirigente                                                               | vice questore aggiunto forestale       | direttore vice dirigente dei vigili del fuoco | commissario capo coordinatore             | dirigenti - funzionari dirigenti                                        |
| ufficiali superiori | maggiore                                                                               | capitano di corvetta                                                             | maggiore                                                                                 | maggiore                                       | maggiore                                       | vice questore aggiunto                                           | dirigente aggiunto                                                      | vice questore aggiunto forestale       | direttore vice dirigente dei vigili del fuoco | commissario capo                          | dirigenti - funzionari dirigenti                                        |
| ufficiali inferiori | primo capitano                                                                         | primo tenente di vascello                                                        | primo capitano                                                                           | -                                              | -                                              | -                                                                | -                                                                       | -                                      | -                                             | -                                         | funzionari direttivi - commissari                                       |
| ufficiali inferiori | capitano                                                                               | tenente di vascello                                                              | capitano                                                                                 | capitano                                       | capitano                                       | commissario capo                                                 | commissario capo penitenziario                                          | commissario capo forestale             | direttore dei vigili del fuoco                | commissario                               | funzionari direttivi - commissari                                       |
| ufficiali inferiori | tenente                                                                                | sottotenente di vascello                                                         | tenente                                                                                  | tenente                                        | tenente                                        | commissario                                                      | commissario penitenziario                                               | commissario forestale                  | vicedirettore dei vigili del fuoco            | vicecommissario                           | funzionari direttivi - commissari                                       |
| ufficiali inferiori | sottotenente                                                                           | guardiamarina                                                                    | sottotenente                                                                             | sottotenente                                   | sottotenente                                   | vice commissario                                                 | vice commissario penitenziario                                          | vice commissario forestale             | -                                             | -                                         | funzionari direttivi - commissari                                       |
| marescialli | primo luogotenente                                                                     | primo luogotenente                                                               | primo luogotenente                                                                       | luogotenente carica speciale                   | luogotenente cariche speciali                  | sostituto commissario coordinatore                               | sostituto commissario coordinatore                                      | ispettore superiore scelto             | sostituto direttore antincendi capo           | -                                         | ispettori                                                               |
| marescialli | luogotenente                                                                           | luogotenente                                                                     | luogotenente                                                                             | luogotenente                                   | luogotenente                                   | sostituto commissario                                            | sostituto commissario                                                   | ispettore superiore scelto             | sostituto direttore antincendi capo           | -                                         | ispettori                                                               |
| marescialli | primo maresciallo                                                                      | primo maresciallo                                                                | primo maresciallo                                                                        | maresciallo maggiore                           | maresciallo aiutante                           | ispettore superiore                                              | ispettore superiore                                                     | ispettore superiore                    | sostituto direttore antincendi                | -                                         | ispettori                                                               |
| marescialli | maresciallo capo                                                                       | capo di 1ª classe                                                                | maresciallo di 1ª classe                                                                 | maresciallo capo                               | maresciallo capo                               | ispettore capo                                                   | ispettore capo                                                          | ispettore capo                         | ispettore antincendi esperto                  | -                                         | ispettori                                                               |
| marescialli | maresciallo ordinario                                                                  | capo di 2ª classe                                                                | maresciallo di 2ª classe                                                                 | maresciallo ordinario                          | maresciallo ordinario                          | ispettore                                                        | ispettore                                                               | ispettore                              | ispettore antincendi                          | -                                         | ispettori                                                               |
| marescialli | maresciallo                                                                            | capo di 3ª classe                                                                | maresciallo di 3ª classe                                                                 | maresciallo                                    | maresciallo                                    | vice ispettore                                                   | vice ispettore                                                          | vice ispettore                         | vice ispettore antincendi                     | -                                         | ispettori                                                               |
| sergenti | sergente maggiore aiutante                                                             | 2º capo aiutante                                                                 | sergente maggiore aiutante                                                               | brigadiere capo qualifica speciale             | brigadiere capo qualifica speciale             | sovrintendente capo coordinatore                                 | sovrintendente capo coordinatore                                        | sovrintendente capo                    | caporeparto esperto                           | specialista di vigilanza (ad esaurimento) | sovrintendenti                                                          |
| sergenti | sergente maggiore capo                                                                 | 2º capo scelto                                                                   | sergente maggiore capo                                                                   | brigadiere capo                                | brigadiere capo                                | sovrintendente capo                                              | sovrintendente capo                                                     | sovrintendente capo                    | caporeparto                                   | sovrintendente esperto                    | sovrintendenti                                                          |
| sergenti | sergente maggiore                                                                      | 2º capo                                                                          | sergente maggiore                                                                        | brigadiere                                     | brigadiere                                     | sovrintendente                                                   | sovrintendente                                                          | sovrintendente                         | caposquadra esperto                           | sovrintendente scelto                     | sovrintendenti                                                          |
| sergenti | sergente                                                                               | sergente                                                                         | sergente                                                                                 | vicebrigadiere                                 | vicebrigadiere                                 | vice sovrintendente                                              | vice sovrintendente                                                     | vice sovrintendente                    | caposquadra                                   | sovrintendente                            | sovrintendenti                                                          |
| graduati | graduato aiutante                                                                      | sottocapo aiutante                                                               | graduato aiutante                                                                        | appuntato scelto qualifica speciale            | appuntato scelto qualifica speciale            | assistente capo coordinatore                                     | assistente capo coordinatore                                            | assistente capo                        | vigile coordinatore                           | assistente esperto                        | appuntati e carabinieri - appuntati e finanzieri - assistenti ed agenti |
| graduati | primo graduato                                                                         | sottocapo scelto                                                                 | primo graduato                                                                           | appuntato scelto                               | appuntato scelto                               | assistente capo                                                  | assistente capo                                                         | assistente capo                        | vigile coordinatore                           | assistente scelto                         | appuntati e carabinieri - appuntati e finanzieri - assistenti ed agenti |
| graduati | graduato capo                                                                          | sottocapo di 1ª classe                                                           | primo aviere capo                                                                        | appuntato                                      | appuntato                                      | assistente                                                       | assistente                                                              | assistente                             | vigile esperto                                | assistente                                | appuntati e carabinieri - appuntati e finanzieri - assistenti ed agenti |
| graduati | graduato scelto                                                                        | sottocapo di 2ª classe                                                           | primo aviere scelto                                                                      | carabiniere scelto                             | finanziere scelto                              | agente scelto                                                    | agente scelto                                                           | agente scelto                          | vigile qualificato                            | agente scelto                             | appuntati e carabinieri - appuntati e finanzieri - assistenti ed agenti |
| graduati | graduato                                                                               | sottocapo di 3ª classe                                                           | aviere capo                                                                              | carabiniere                                    | finanziere                                     | agente                                                           | agente                                                                  | agente                                 | vigile del fuoco                              | agente                                    | appuntati e carabinieri - appuntati e finanzieri - assistenti ed agenti |
| militari di truppa (volontari in ferma prefissata, allievi e militari di leva)                                               | caporal maggiore                                                                       | comune scelto                                                                    | primo aviere                                                                             | -                                              | -                                              | -                                                                | -                                                                       | -                                      | -                                             | -                                         | appuntati e carabinieri - appuntati e finanzieri - assistenti ed agenti |
| militari di truppa (volontari in ferma prefissata, allievi e militari di leva)                                               | caporale                                                                               | comune di 1ª classe                                                              | aviere scelto                                                                            | -                                              | -                                              | -                                                                | -                                                                       | -                                      | -                                             | -                                         | appuntati e carabinieri - appuntati e finanzieri - assistenti ed agenti |
| militari di truppa (volontari in ferma prefissata, allievi e militari di leva)                                               | soldato                                                                                | comune di 2ª classe                                                              | aviere                                                                                   | allievo carabiniere                            | allievo finanziere                             | allievo agente                                                   | allievo agente                                                          | allievo agente                         | allievo vigile del fuoco                      | -                                         | appuntati e carabinieri - appuntati e finanzieri - assistenti ed agenti |

### Riferimenti normativi
- Decreto legislativo 15 marzo 2010, n. 66 ovvero "codice dell'ordinamento militare", entrato in vigore il 9 ottobre 2010.